# Grev Magnigatan

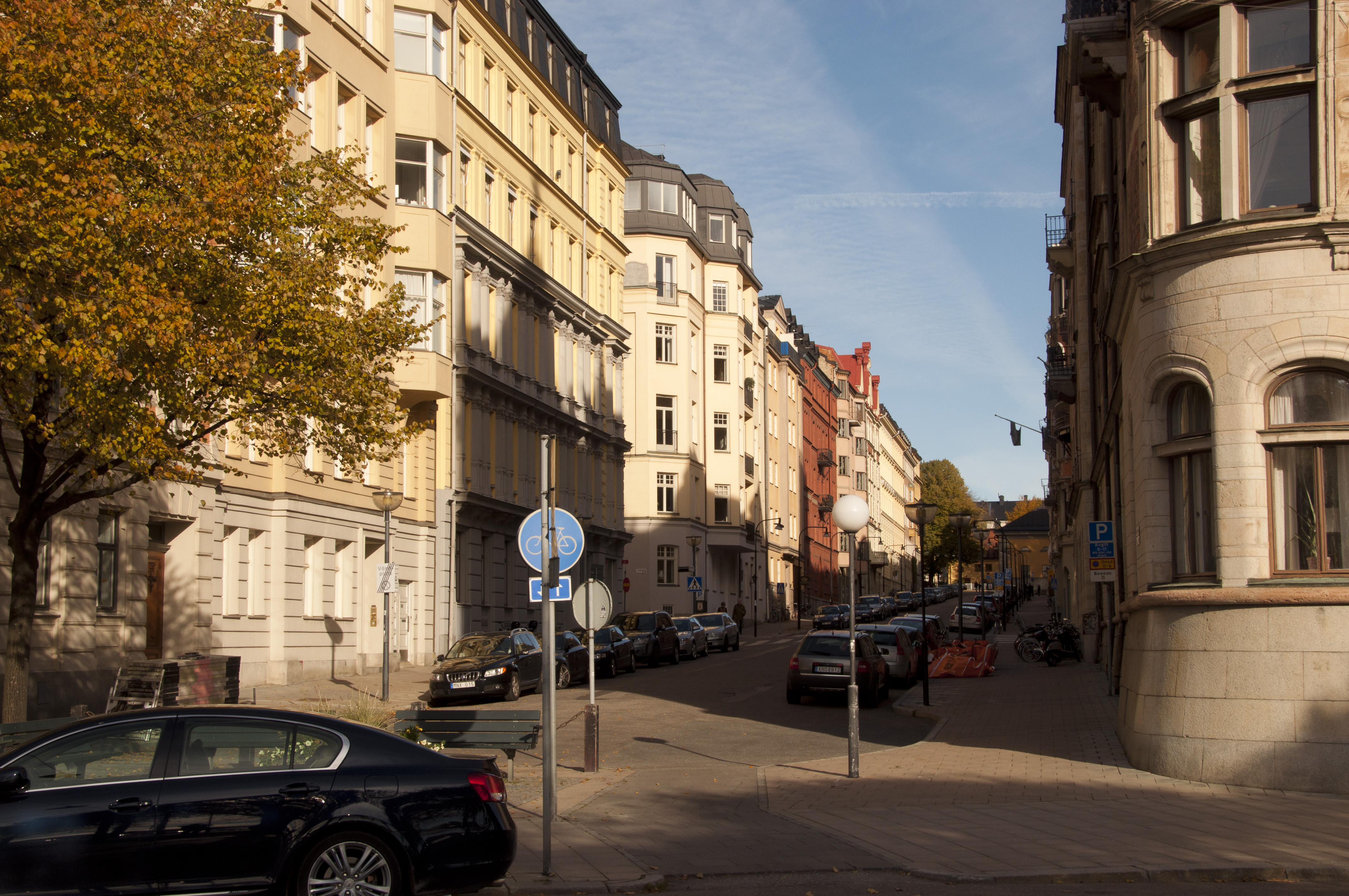
Grev Magnigatan sedd från Strandvägen

Grev Magnigatan är en gata i centrala Stockholm. Den ligger på Östermalm och sträcker sig från Strandvägen två kvarter nord-nordost via Riddargatan till Storgatan. Gatan är återvändsgata söder om Riddargatan.
Gatan fick sitt namn i slutet av 1600-talet efter greve Magnus Gabriel De la Gardie som hade en egendom vid gatan. Tidigare hade den kallats Herremansgatan. Magnus sons änka sålde senare området närmast stranden till ett konsortium som bildade varvet Terra nova. Gatan var länge den yttersta tvärgatan på Ladugårdslandet och till följd av läget fattig och smutsig. Den östra sidan kantades av Andra livgardets kaserner på det tidigare varvsområdet. Konstnären Carl Larsson växte upp på gatan och beskrev den som varest helvetet på jorden var. Från slutet av 1800-talet restes representativa stenhus längs gatan, så som det Bünsowska huset.